# Philippe de Monte
Philippe de Monte, també conegut com a Philippus de Monte o Filippo di Monte (Mechelen, Flandes, ara Bèlgica, 1521 - Praga, Bohèmia, ara República Txeca, 4 de juliol de 1603) fou un compositor madrigalista belga.
Probablement fou deixeble de Roland de Lassus, malgrat que va estudiar amb altres mestres, ja que aquell només contava un any més que Philipp. Posteriorment residí algun temps a Itàlia, i el 1555, fou cantor del rei d'Anglaterra i el 1568, tal vegada per recomanació del seu mestre i compatriota, mestre de capella de l'emperador Maximilià II i més tard de Rodolf II.
Se'l considera com un dels representants més il·lustres de l'escola flamenca i es distingeix per la puresa de l'harmonia, i per la senzillesa d'estil i per la seva inspiració sempre elevada. Entre els seus alumnes es compten compositors com Jan van Macque.

## Obres més destacades
- 3 Llibres de Misses: de 4 a 8 veus (1557, 1579 i 1588)
- 8 Llibres de Motets: de 2 a 6 veus (1569, 1572, 1574, 1576, 1584, 1585 i 1587
- Eccellenze di Maria Vergine: madrigals religiosos a 5 veus (1593)
- molts més llibres de Madrigals, d'1 a 7 veus (1576)
- Les Sonets de Pierre de Ronsard: a 5 a 7 veus (1576)

Moltes d'aquestes obres també foren publicades en les antologies de l'època i reproduïdes en col·leccions modernes.